# Hamdi Fathi
Hamdi Fathi (tiếng Ả Rập: حمدي فتحي; sinh ngày 1 tháng 1 năm 1994) là một cầu thủ bóng đá người Ai Cập hiện tại thi đấu ở vị trí tiền vệ chạy cánh phải cho câu lạc bộ Ai Cập Enppi.